# Yoliswa von Dallwitz
Yoliswa von Dallwitz (* 1975 in Südafrika, geb. Gärtig) ist eine deutsch-südafrikanische bildgestaltende Kamerafrau und Professorin für fiktionale Kinematographie.

## Leben und Werk
Dallwitz wuchs in Tübingen auf. Nach ihrem Abitur studierte sie Künstlerische Fotografie und Kunstgeschichte bei Obie Oberholzer an der Rhodes-Universität in Grahamstown, Südafrika. Im Anschluss arbeitete sie bei südafrikanischen und deutschen Film- und Fernsehproduktionen, sowie für das öffentlich-rechtliche Fernsehen, etwa den SWR und den BR. Zwischen 1999 und 2005 studierte sie an der Filmuniversität Babelsberg Konrad Wolf und schloss ihr Studium mit einem Diplom zur Kamerafrau ab.
Als Kamerafrau drehte sie zahlreiche preisgekrönte Spiel- und Dokumentarfilme, die auf internationalen Festivals wie Cannes und den Internationalen Filmfestspielen Berlin uraufgeführt wurden. Sie ist Mitglied der Europäischen Filmakademie und der Deutschen Filmakademie. Neben zahlreichen Filmprojekten nahm von Dallwitz an diversen Jurys teil, unter anderem beim deutschen Kamerapreis.
Seit 2014 unterrichtet sie Cinematography an der Filmuniversität Babelsberg Konrad Wolf und seit 2016 an der Universität Malta. Seit dem Wintersemester 2021 lehrt sie als Professorin für fiktionale Kinematografie an der Filmuniversität Babelsberg Konrad Wolf.

## Auszeichnungen
- 2007: Robert-Geisendörfer-Preis für Zeit ohne Eltern
- 2016: Grimme-Preis Bester Spielfilm für Patong Girl

## Filmografie (Auswahl)
Kino
- 2003: Netto – Regie: Robert Thalheim
- 2006: Am Ende kommen Touristen – Regie: Robert Thalheim
- 2011: Shell – Regie: Scott Graham
- 2012: Die Arier – Regie: Mo Asumang
- 2012: Man for a Day – Regie: Katarina Peters
- 2013: Patong Girl – Regie: Susanna Salonen
- 2015: Iona – Regie: Scott Graham
- 2017: Novembersturm – Regie: Jens Becker
- 2017: Safari – Match Me If You Can – Regie: Rudi Gaul

TV 
- 2001: Frühlingshymne – Regie: Kirsi Liimatainen
- 2002: Texas Kabul – Regie: Helga Reidemeister
- 2003: Nipo Brasil – Regie: Roberto Manhaes Reis
- 2004: Zeit ohne Eltern – Regie: Celia Rothmund
- 2007: Der Störfall – Regie: Klaus Martens
- 2009: Die Deutschländer – Regie: Eilika Meinert
- 2009: Die neuen Nonnen von Moskau – Regie: Beate Neumann
- 2010: Mädchengeschichten – Polly – Regie: Biljana Garvanlieva
- 2011: Dienstags ein Held sein – Regie: Christian Kapp
- 2015: Der Jungfrauenwahn – Regie: Güner Balci
- 2017: Das dunkle Geheimnis – Regie: Mechthild Gaßner
- 2019: Der unsichtbare Feind – Regie: Mechthild Gaßner
- 2021: Das Leben ist kein Kindergarten – Umzugschaos – Regie: Esther Gronenborn
- 2022: Nächste Ausfahrt Glück – Der richtige Vater
- 2022: Nächste Ausfahrt Glück – Song für die Freiheit